# Fujiwara no Morosuke
Fujiwara no Morosuke (藤原 師輔, 11 de gener de 909 - 31 de maig de 960), també conegut com Kujō-dono o Bōjō-udaijin, va ser un estadista, cortesà i polític japonès durant el període Heian mitjà. Considerat un erudit erudit i versat en els costums de la cort, va donar suport al govern de la cort com a udaijin durant el regnat de l'emperador Murakami. La filla gran de Morosuke, Fujiwara no Anshi, emperadriu consort de l'emperador Murakami, va donar a llum dos prínceps que més tard es convertiren en l'emperador Reizei i en l'emperador En'yū, posant el llinatge de Morosuke en una posició avantatjosa com a parents materns de l'emperador.

## Biografia
Morosuke era el segon fill de Fujiwara no Tadahira, que va controlar el govern durant molts anys com a sekkan (regent) i daijō-daijin. Cap al 930 va tenir una aventura amb una filla de l'emperador Daigo, la princesa Kinshi, i més tard se li va permetre casar-se amb ella. Aquesta va ser la primera vegada que un criat japonès no imperial es va casar amb una princesa imperial; en casos anteriors en què els criats es van casar amb les filles dels emperadors, aquestes filles havien estat retirades primer del seu estatus imperial. Del 931 al 947 va ser ascendit constantment, passant pel càrrec de sangi i assolint el càrrec de chūnagon provisional.
Quan Taira no Masakado va llançar la seva rebel·lió, Fujiwara no Tadabumi va ser nomenat gran general encarregat de sotmetre l'est (征東大将軍), però la rebel·lió va ser sufocada abans que pogués unir-se a la batalla. El tribunal va debatre els honors de Tadabumi, i el germà gran de Morosuke, Saneyori, va argumentar que, com que Tadabumi no havia fet res, no se li hauria de concedir cap premi. Morosuke va argumentar que, com Tadabumi havia acceptat les seves ordres i havia sortit de la capital, encara hauria de ser recompensat. Saneyori va mantenir la seva pròpia posició, però l'opinió pública va afavorir Morosuke.
Després d'això, Morosuke va ser ascendit a dainagon, va ser nomenat general a la guàrdia imperial (右近衛大将) i li va concedir el segon rang júnior (従二位).
El 947, l'emperador Suzaku va abdicar i l'emperador Murakami va pujar al tron. Quan Saneyori va ser ascendit a sadaijin, Morosuke va ocupar la seva antiga posició com a udaijin i se li va concedir el segon rang sènior (正二位). La promoció va afavorir, naturalment, el fill gran i l'hereu de la família, però Morosuke es considerava prou excel·lent com per causar problemes al seu germà gran malgrat això: Morosuke tenia més poder real que fins i tot Saneyori. Morosuke s'havia casat amb la seva filla gran Anshi amb Murakami mentre encara era el príncep hereu. Amb la seva entronització es va convertir en una dama de la cort i va assistir sovint a l'emperador. Quan van tenir un fill, el futur emperador Reizei, Anshi va ser nomenat chūgū. Com a avi matern del príncep hereu, Morosuke i les seves cohorts van poder liderar la cort al costat de Murakami durant uns deu anys.
Després de la mort de la seva dona, la princesa Kinshi, Morosuke es va casar amb la princesa Gashi, i quan va morir la princesa Yasuko, totes filles de l'emperador Daigo, aprofundint així encara més els seus vincles amb la línia imperial. Com que va tenir relacions amb tres princeses imperials diferents i després es va casar amb tres princeses imperials, Morosuke podria haver estat el model d'un personatge de l'Utsubo Monogatari, l'últim lasciv, Fujiwara no Kanemasa.
L'any 960 Morosuke va patir una malaltia i, segons els costums de l'època, va intentar tallar-se els cabells i prendre la tonsura, però l'emperador Murakami va enviar un missatger per dissuadir-lo. Tot i així, la seva malaltia va empitjorar i el 29 de maig es va tallar els cabells, per morir dos dies després, el 31 de maig de 960, als 53 anys.
Morosuke mai va ocupar el càrrec de sekkan en la seva vida, però els successius regnats dels seus néts l'emperador Reizei i l'emperador En'yū després de la mort de Murakami van posar la seva família en una posició destacada com a parents materns de l'emperador. El seu fill gran Koretada va ocupar breument el poder com a sekkan, i els seus altres fills Kanemichi, Kaneie, Tamemitsu i Kinsue també van aconseguir la posició de daijō-daijin. A la generació dels fills de Morosuke, els seus descendents eren la línia legítima de la família regent Fujiwara.

## Personalitat i obres
Morosuke i el seu germà gran Saneyori, tots dos educats per Fujiwara no Tadahira, van formar cadascun la seva pròpia escola de les pràctiques i tradicions de la cort. Morosuke va formar els Kujō-ryū (九条流) i Saneyori els Ononomiya-ryū (小野宮流), que es van transmetre als seus respectius descendents. Morosuke va registrar les pràctiques de la seva escola en un llibre anomenat Kujō Nenchū-gyōji (九条年中行事). Era amic de Minamoto no Takaakira, que també era versat en les maneres de la cort, i amb qui es va casar amb la seva tercera i cinquena filla. El talentós Takaakira va florir amb el suport de Morosuke.
Morosuke també va ser un excel·lent poeta, deixant enrere una col·lecció de les seves obres simplement anomenada Morosuke-shū (師輔集). L'any 956 va fer una festa al seu jardí, i l'Ōkagami conté una anècdota sobre la seva visita a Ki no Tsurayuki per demanar que aquest últim li escrigués un poema. Trenta-sis dels poemes de Morosuke estan inclosos al "Gosen Wakashū".
També es conserven el seu diari personal Kyūreki (九暦) i les instruccions per morir que va deixar als seus descendents, Kujō-dono Ikai (九条殿遺誡).

## Genealogia
- Pare: Fujiwara no Tadahira
- Mare: Minamoto no Shōshi (Gen Akiko), filla de Minamoto Yoshiari
- Dona: Fujiwara no Seishi (Fujiwara Moriko, ?–943), filla de Fujiwara no Tsunekuni (Fujiwara Tsunekuni)
  - Primer fill: Fujiwara no Koretada (924-972)
  - Segon fill: Fujiwara no Kanemichi (925-977)
  - Tercer fill: Fujiwara no Kaneie (929-990)
  - Cinquè fill: Fujiwara no Tadakimi (Fujiwara no Tadakimi, ?–968), adoptat per Fujiwara no Tadahira
  - Primera filla: Fujiwara no Anshi (927–964), esposa de l'Emperador Murakami, mare de Emperador Reizei i Emperador En'yū
  - Segona filla: Fujiwara no Tōshi (藤原登子, ?-975), esposa de príncep Shigeakira (Shigeakira-shinno), concubina de l'Emperador Murakami, naishi-no-kami
  - Tercera filla: dona de Minamoto no Takaakira
  - Sisena filla: Fujiwara no Fushi (Fujiwara Reiko), dama de la cort de l'Emperador Reizei, naishi-no-kami
- Dona: filla de Fujiwara no Akitada (Fujiwara no Akitada)
  - Quart fill: Fujiwara no Tōkazu (Fujiwara no Tōkazu)
  - Setè fill: Fujiwara no Tōmoto (Fujiwara no Tōmoto)
- Dona: filla de (Fujiwara no Kimikazu)
  - Sisè fill: Fujiwara no Tōtabi (Fujiwara no Tōtabi, ?-989)
- Esposa: Princesa Imperial Kinshi (Princesa Kinshi, 904-938), filla de l'Emperador Daigo
- Esposa: Princesa imperial Gashi (Princesa Masako, 910-954), filla de l'Emperador Daigo i Saiō del Santuari d'Ise
  - Vuitè fill: Takamichi Fujiwara (939-994)
  - Novè fill: Fujiwara no Tamemitsu (Fujiwara Tamemitsu, 942-992)
  - Desè fill: Jinzen (Jinzen, 943-990), monjo budista de l'escola Tendai
  - Cinquena filla: Aimiya (Aimiya), esposa de Takaakira Minamoto
- Esposa: Princesa Imperial Koushi (Princesa Yasuko, 919-957), filla de l'Emperador Daigo
  - Onze fill: Shinkaku (Deep Learning, 955-1041), monjo responsable de Tōdai-ji
  - Dotzè fill: Fujiwara no Kinsue (956-1029)
- Altres nens:
  - Filla: Fujiwara no Hanshi (Fujiwara Shigeko), nodrissa de l'Emperador Ichijō, mestressa de Fujiwara no Michikane, dona de Taira no Korenaka (Taira Korenaka)
  - Filla: dona de Minamoto no Shigenobu (Minamoto no Shigenobu)

Morosuke va aconseguir casar les seves filles amb l'Emperador Murakami; els fills de la seva filla emperadriu Anshi/Yasuko es van convertir en Emperador Reizei i Emperador En'yū. Els regnats de Reizei i En'yū són notables per les baralles entre els membres de la família Fujiwara. La filla de Koretada va donar a llum al príncep Morosada, que després va regnar com a Emperador Kazan La filla de Kaneie era la mare d'Okisada, que es va convertir en Emperador Sanjō259.